# Jon Henrik Fjällgren
Jon Henrik Mario Fjällgren (Cali, Colòmbia, 26 d'abril de 1987), nascut Montoya, més conegut com a Jon Henrik Fjällgren és un cantant de joik, músic, polític i ramader de rens sami suec, que s'ha fet popular gràcies a la participació en diversos concursos televisius a Suècia.
Fjällgren canta principalment en sami meridional però també en suec i anglès. Barreja el joik, amb el pop amb influències de la música dels pobles autòctones sud-americans. El 2025 va obtindre el premi Áillohaš.

## Biografia
Jon Henrik Fjällgren va néixer a Colòmbia i passar els primers mesos de vida en un poble indígena i després en un orfenat fins que va ser adoptat per un matrimoni de ramaders de rens samis. Va viure la infància a la siida Mïhte (en suec: Mittadalens sameny) a Härjedalen. Quan tenia 16 anys va llançar el primer disc Onne vielle (Petit germà).
Es va donar a conèixer a un públic més gran el 2014 quan va participar en el concurs de talents suec Talang Sverige on va cantar el joik Daniels jojk, dedicat a un amic que s'havia mort per diabetis. Fjällgren va guanyar aquest concurs i aquest any va publicar el primer àlbum Goeksegh (aurora polar) que va esdevenir no 1 als charts suecs. El 2015 va participar per primera vegada en el melodifestivalen, la preselecció per Eurovisió, i va aconseguir el segon lloc. El 2017 hi participà de nou amb la cantant Aninia i va quedar en tercer lloc. Aquest mateix any va publicar el segon àlbum Aatjan goengere (arc de Sant Martí). El 2018 ell i Katja Luján Engelholm van guanyar el concurs de dansa Let’s dance. El 2019 es va presentar per darrera vegada al melodifestival i va quedar en la quarta posició. El 2020 va acabar segon en el concurs musical del canal de televisió suec TV4 Stjärnornas stjärna.
El 13 d'octubre de 2020 es va publicar la seva autobiografia Månbarn (nen de la lluna) escrita conjuntament amb Maria Andersson, en que explica que ha viscut situacions difícils en el passat, com assetjament escolar, consum de drogues, abús sexual, criminalitat i pèrdua de persones estimades, que li van causar greus problemes psicològics.
Jon Henrik Fjällgren ha parlat obertament sobre els problemes de salut mental que pateix i els prejudicis que n’hi ha en la societat sami, i sobre el racisme que ha patit com a sami i persona racialitzada. També ha explicat que ha experimentat fenòmens sobrenaturals.
El 2021 va debutar en la política, presentant-se a les eleccions al parlament sami de Suècia amb del partit Samerna. Va ser elegit diputat obtenint 29 vots.

## Vida personal
Té una filla amb la seva parella Maret Nystad.

## Discografia
- 2005 Onne vielle
- 2014 Goeksegh
- 2015 Goeksegh - Jag är fri
- 2017 Aatjan goengere[13]

## Obra publicada
- 2020 Månbarn